# ثيودوروس بانغالوس
ثيودوروس بانغالوس (باليونانية: Θεόδωρος Πάγκαλος) (و. 1878 – 1952 م) هو سياسي من اليونان ولد في سالاميس.
تولى منصب وزير (1924-03-31–1924-07-19) .ويحمل رتبة عسكرية فريق أول .